# Att sminka en gris
Att sminka en gris är en 75 minuter lång dokumentär av den åländske regissören och manusförfattaren Johan Karrento. Dokumentären hade premiär den 7 mars 2018 på Vera filmfestival 2018 där den vann första pris. Dokumentären spelades in för att sändas på YLE 5 och Arenan med start 29 april 2018.

## Bakgrund
Bakgrunden till dokumentärfilmen är en spelberoende bokförare som fram till 2012 förskingrade 800 000 euro från sina kunder och förlorade detta på spel på det åländska internetkasinot Paf.
Åtalet och den påföljande tingsrättsdomen fick stor medial uppmärksamhet i finska, svenska och åländska medier då kasinot ägs av Ålands Landskapsregering. Karrentos film drog igång en våg av offentlig kritik som cirkulerade kring att Paf kunde ha uppmärksammat förskingringen tidigare och att de borde ersätta dem som blivit utsatta för brotten.

## Handling
Dokumentären handlar om spelmissbruk och utgår från den dömda bokföraren som genom intervjuer från fängelset berättar om sitt missbruk. Tittaren får även följa de utsattas perspektiv då ungefär hälften av brottens offer ger sin syn av saken i intervjuer. Även representanter från Paf intervjuas.

## Utmärkelser
- Första pris i Vera filmfestival 2018[10]
- Bästa feature-dokumentär på internationella filmfestivalen i Warszawa [11]